# Fernando Ariztía Ruiz

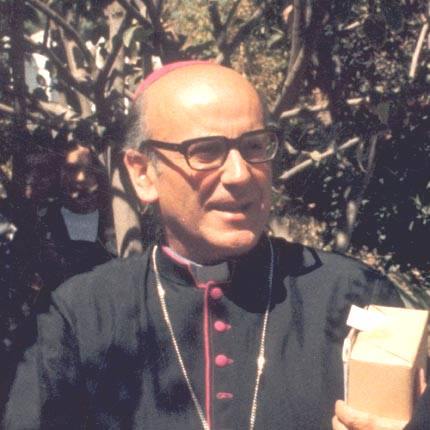
Fernando Ariztía Ruiz

Fernando Ariztía Ruiz (* 27. Mai 1925 in Santiago de Chile; † 25. November 2003 in Copiapó) war ein chilenischer Geistlicher und römisch-katholischer Bischof von Copiapó.

## Leben
Fernando Ariztía Ruiz empfing am 22. September 1951 die Priesterweihe für das Erzbistum Santiago de Chile.
Papst Paul VI. ernannte ihn am 25. Mai 1967 zum Weihbischof in Santiago de Chile und Titularbischof von Timici. Der Erzbischof von Santiago de Chile, Raúl Kardinal Silva Henríquez SDB, spendete ihm am 9. Juli desselben Jahres die Bischofsweihe; Mitkonsekratoren waren Carlos González Cruchaga, Bischof von Talca, und Gabriel Larraín Valdivieso, Weihbischof in Santiago de Chile. Als Wahlspruch wählte er Para que tengan vida y la tengan en abundancia.
Der Papst ernannte ihn am 11. Dezember 1976 zum Bischof von Copiapó. Am 26. Mai 2001 nahm Papst Johannes Paul II. seinen altersbedingten Rücktritt an.